# Tam thải

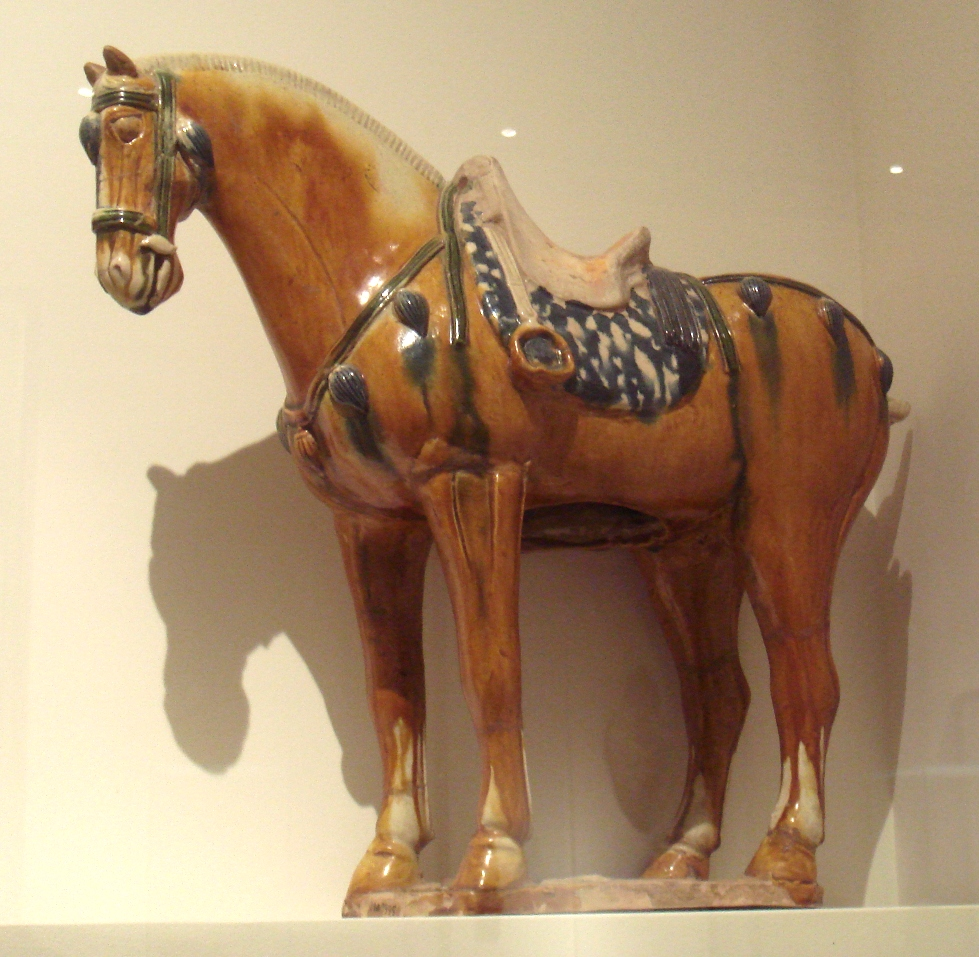
Tượng nhỏ tùy táng thời nhà Đường, ngựa tam thải, thế kỷ 7–8, cũng sử dụng màu xanh lam, như trên yên

Tam thải ( tiếng Trung: 三彩; bính âm: sāncǎi; nghĩa đen 'ba màu sắc')  là một kiểu trang trí linh hoạt trên gốm sứ Trung Quốc sử dụng men gốm hoặc sứ trơn, phần lớn với ba màu nâu (hoặc hổ phách), xanh lá cây và trắng kem. Nghệ thuật này đặc thù gắn liền với triều đại nhà Đường (618–907) và tượng nhỏ tùy táng, xuất hiện vào khoảng năm 700. Do đó, loại hình này thường được gọi là tiếng Trung: 唐三彩 Đường Tam thải. Đồ gốm Đường tam thải đôi khi còn được thương buôn Trung Hoa và Tây phương gọi là trứng và rau bina, vì chúng có màu xanh, vàng và trắng, đặc biệt là khi kết hợp với hiệu ứng kẻ sọc.
Đồ gốm tráng men ba màu thời Đường là kho tàng kỹ thuật nung gốm cổ của Trung Quốc. Đây là một loại gốm tráng men nhiệt độ thấp phổ biến vào thời nhà Đường. Men có các màu vàng, xanh lá cây, trắng, nâu, xanh lam, đen và các màu khác. Màu vàng, xanh lá cây và trắng là chủ yếu, vì vậy được gọi là "Đường tam thải". Bởi vì Đường tam thải được khai quật ở Lạc Dương sớm nhất và được khai quật nhiều nhất ở Lạc Dương, nó còn được gọi là "Lạc Dương Đường tam thải."
Kỹ thuật này sử dụng đất nung tráng men chì, và mặc dù cần hai lần nung, nó dễ chế tạo hơn và do đó rẻ hơn đồ sứ Trung Quốc hoặc men ngọc, và thích hợp để làm tượng nhỏ cỡ rộng, nếu cần thiết được tạo thành từ một số phần đúc được lắp ráp sau một lần nung đầu tiên. Bình lọ, chủ yếu là khá nhỏ và được làm để chôn cất, được thực hiện theo kỹ thuật cũng như hình dáng. Đĩa nhỏ có 3 feet, chiều ngang thường khoảng 18–40 cm (7–16 inch), được gọi là "khay cúng", là một loại đặc biệt, với cách trang trí được trang trí cẩn thận hơn so với các loại đĩa khác. 
Màu trắng có thể là màu tự nhiên của đất sét nung, đôi khi được tráng một lớp men trong suốt, hoặc có thể có sứ trơn màu trắng. Màu nâu và xanh lá cây có được nhờ thêm các oxit kim loại vào men chì, trên thực tế người ta cũng phát hiện màu xanh lam và đen. Màu xanh lam có khi thêm coban nhập khẩu, do đó đắt hơn và được sử dụng ít, thường là những mảnh nhỏ hơn. 